# Green Bay Packers 2025
La stagione 2025 dei Green Bay Packers sarà la 105ª della franchigia nella National Football League, la 107ª complessiva e la settima con Matt LaFleur come capo-allenatore.

## Scelte nel Draft 2025
| Scelte dei Packers nel Draft 2025 |        |                                  |                                  |                                  |                      |
| Giro                              | Scelta | Giocatore                        | Ruolo                            | College                          | Note                 |
| 1                                 | 23     | Matthew Golden                   | WR                               | Texas                            |                      |
| 2                                 | 54     | Anthony Belton                   | OT                               | NC State                         |                      |
| 3                                 | 87     | Savion Williams                  | WR                               | TCU                              |                      |
| 4                                 | 124    | Barryn Sorrell                   | DE                               | Texas                            |                      |
| 5                                 | 159    | Collin Oliver                    | LB                               | Oklahoma State                   |                      |
| 6                                 | 198    | Warren Brinson                   | DT                               | Georgia                          |                      |
| 7                                 | 237    | Micah Robinson                   | CB                               | Tulane                           | Dagli Steelers       |
| 7                                 | 239    | Scambiata con i Tennessee Titans | Scambiata con i Tennessee Titans | Scambiata con i Tennessee Titans |                      |
| 7                                 | 250    | John Williams                    | OT                               | Cincinnati                       | Scelta compensatoria |

## Staff
| Staff dei Green Bay Packers |
| --- |
| Organi dirigenziali - Proprietario: proprietà pubblica - Comitato esecutivo – Board of directors - Presidente/CEO – Mark Murphy - COO – Ed Policy - General manager – Brian Gutekunst - Vice presidente esecutivo/direttore delle operazioni del football – Russ Ball - Vice presidente del personale dei giocatori – Jon-Eric Sullivan - Direttore del personale dei giocatori – John Wojciechowski - Direttore delle operazioni del football – Milt Hendrickson - Direttore degli osservatori del college – Matt Malaspina - Assistente direttore degli osservatori del college – Patrick Moore - Direttore del personale professionistico – Richmond Williams - Direttore dell'amministrazione del football – Melaine Marohl - Osservatore nazionale – Sam Seale - Direttore delle prestazioni psicologiche/clinico della salute mentale – Chris Carr - Direttore dell'ingaggio dei giocatori – Grey Ruegamer - Dirigente del personale dei giocatori – Lee Gissendaner Capo allenatore - Matt LaFleur - Assistente capo-allenatore/coordinatore special team – Rich Bisaccia Altri allenatori - Preparatore atletico – Aaron Hill - Assistente p.a. – Marcus Jones - Assistente p.a. – Ben Schumacher - Assistente p.a. – Todd Hunt Allenatori dell'attacco - Coordinatore offensivo – Adam Stenavich - Coordinatore gioco sui passaggi – Jason Vrable - Specialista gioco sui passaggi/game management – Connor Lewis - Quarterback – Sean Mannion - Running back – Ben Sirmans - Wide receiver – Ryan Mahaffey - Tight end – John Dunn - Offensive line – Luke Butkus - Assistente offensive line – Eddie Gordon - Assistente senior – Luke Getsy - Assistente attacco – Jeremiah Kolone - Controllo qualità attacco – Rob Grosso Allenatori della difesa - Coordinatore difensivo – Jeff Hafley - Defensive line/coordinatore gioco sulle corse – DeMarcus Covington - Assistente defensive line – Vince Oghobaase - Linebacker – Sean Duggan - Coordinatore gioco sui passaggi – Derrick Ansley - Defensive back – Ryan Downard - Assistente difesa – Jeff Koonz - Controllo qualità difesa – Wendel Davis - Controllo qualità difesa – Jamael Lett Allenatori dello special team - Assistente special teams – Byron Storer - Controllo qualità special team – Cory Harkey |

## Roster
| Roster dei Green Bay Packers |
| --- |
| Quarterback - 10 Jordan Love - 2 Malik Willis Running Back - 8 Josh Jacobs - 32 MarShawn Lloyd - 31 Emanuel Wilson Wide Receiver - 87 Romeo Doubs - 18 Malik Heath - 80 Bo Melton - 11 Jayden Reed - 9 Christian Watson - 13 Dontayvion Wicks Tight End - 85 Tucker Kraft - 88 Luke Musgrave - 89 Ben Sims Offensive Linemen - 73 Andre Dillard T - 79 Travis Glover T - 74 Elgton Jenkins G - 62 Jacob Monk C - 77 Jordan Morgan G - 71 Josh Myers C - 75 Sean Rhyan G - 76 Kadeem Telfort T - 50 Zach Tom T - 63 Rasheed Walker T Defensive Linemen - 94 Karl Brooks DT - 97 Kenny Clark DT - 57 Brenton Cox Jr. DE - 55 Kingsley Enagbare DE - 52 Rashan Gary DE - 53 Arron Mosby DE - 93 Tedarrell Slaton DT - 91 Preston Smith DE - 90 Lukas Van Ness DE - 96 Colby Wooden DT - 95 Devonte Wyatt DT Linebacker - 56 Edgerrin Cooper MLB - 59 Ty'Ron Hopper OLB - 58 Isaiah McDuffie MLB - 7 Quay Walker OLB - 45 Eric Wilson OLB Defensive Back - 23 Jaire Alexander CB - 39 Zayne Anderson SS - 26 Corey Ballentine CB - 20 Javon Bullard FS - 29 Xavier McKinney SS - 25 Keisean Nixon CB - 27 Kitan Oladapo SS - 21 Eric Stokes CB - 24 Carrington Valentine CB - 33 Evan Williams FS Special Team - 44 Brayden Narveson K - 42 Matthew Orzech LS - 19 Daniel Whelan P Lista delle riserve - 40 L.J. Davis CB (IR) - 84 Tyler Davis TE (IR) - 28 A.J. Dillon RB (IR) - 99 Jonathan Ford DT (IR-DRF) - 44 Ralen Goforth OLB (IR) Squadra di allenamento - 49 Deslin Alexandre DE - 47 Andrew Beck FB - 30 Chris Brooks RB - 40 Omar Brown FS - 6 Sean Clifford QB - 65 James Ester DT - 36 Kamal Hadden CB - 16 Alex Hale K - 81 Julian Hicks WR - 67 Donovan Jennings G - 34 Kalen King CB - 38 Ellis Merriweather RB - 35 La'Mical Perine RB - 22 Robert Rochell CB - 46 Chris Russell Jr. MLB - 61 Lecitus Smith C - 86 Jalen Wayne WR Roster aggiornato al 7 settembre 2024 53 attivi, 5 inattivi, 16 nella squadra di allenamento |
| Legenda - I rookie sono in corsivo. - Il primo ruolo è il principale mentre gli eventuali successivi indicano i ruoli secondari. - (IR) sta per Injured Reserve ed indica la lista ristretta per un solo giocatore infortunato che può tornare ad allenarsi dopo la settimana 6 e a rientrare in prima squadra dopo che questa ha giocato 8 partite. - (NF-Inj.) / (NF-Ill.) stanno rispettivamente per Non-Football Injured e Non-Football Illness ed indicano le liste dove viene inserito un giocatore che ha un infortunio o una malattia non dipendente dal football americano. - (PUP) sta per Physically Unable to Perform ed indica la lista dove viene inserito un giocatore mentre è in attesa di recuperare la condizione fisica. Nella stagione regolare dopo la sesta partita giocata dalla propria squadra, il giocatore ha tempo tre settimane per riprendere ad allenarsi, più tre settimane aggiuntive dal suo rientro agli allenamenti per rientrare in prima squadra. |

## Precampionato
Il 14 maggio 2025 furono annunciate le gare del precampionato.
| Precampionato |           |            |                      |           |        |                   |                    |         |
| Settimana     | Data      | Ora (CT)   | Avversario           | Risultato | Record | Stadio            | TV                 | Sintesi |
| 1             | 9 agosto  | 7:00 p.m.  | New York Jets        | S 10-30   | 0-1    | Lambeau Field     | Packers TV Network | Sintesi |
| 2             | 16 agosto | 12:00 p.m. | @ Indianapolis Colts | V 23-19   | 1-1    | Lucas Oil Stadium | Packers TV Network | Sintesi |
| 3             | 23 agosto | 3:00 p.m.  | Seattle Seahawks     | -         | -      | Lambeau Field     | Packers TV Network | -       |

## Stagione regolare

### Calendario
Il calendario della stagione regolare fu reso noto il 14 maggio 2025.
| Stagione regolare |                    |                       |                           |                    |                    |                            |                    |                    |
| Settimana         | Data               | Ora (CT)              | Avversario                | Risultato          | Record             | Stadio                     | TV                 | Sintesi            |
| 1                 | 7 settembre        | 3:25 p.m.             | Detroit Lions             | -                  | -                  | Lambeau Field              | CBS                | -                  |
| 2                 | 11 settembre       | 7:15 p.m.             | Washington Commanders (T) | -                  | -                  | Lambeau Field              | Prime Video        | -                  |
| 3                 | 21 settembre       | 12:00 p.m.            | @ Cleveland Browns        | -                  | -                  | Huntington Bank Field      | Fox                | -                  |
| 4                 | 28 settembre       | 7:20 p.m.             | @ Dallas Cowboys (S)      | -                  | -                  | AT&T Stadium               | NBC                | -                  |
| 5                 | Settimana di pausa | Settimana di pausa    | Settimana di pausa        | Settimana di pausa | Settimana di pausa | Settimana di pausa         | Settimana di pausa | Settimana di pausa |
| 6                 | 12 ottobre         | 3:25 p.m.             | Cincinnati Bengals        | -                  | -                  | Lambeau Field              | CBS                | -                  |
| 7                 | 19 ottobre         | 3:25 p.m.             | @ Arizona Cardinals       | -                  | -                  | State Farm Stadium         | Fox                | -                  |
| 8                 | 26 ottobre         | 7:20 p.m.             | @ Pittsburgh Steelers (S) | -                  | -                  | Acrisure Stadium           | NBC                | -                  |
| 9                 | 2 novembre         | 12:00 p.m.            | Carolina Panthers         | -                  | -                  | Lambeau Field              | Fox                | -                  |
| 10                | 10 novembre        | 7:15 p.m.             | Philadelphia Eagles (M)   | -                  | -                  | Lambeau Field              | ESPN/ABC           | -                  |
| 11                | 16 novembre        | 12:00 p.m.            | @ New York Giants         | -                  | -                  | MetLife Stadium            | Fox                | -                  |
| 12                | 23 novembre        | 12:00 p.m.            | Minnesota Vikings         | -                  | -                  | Lambeau Field              | Fox                | -                  |
| 13                | 27 novembre        | 12:00 p.m.            | @ Detroit Lions (T)       | -                  | -                  | Ford Field                 | Fox                | -                  |
| 14                | 7 dicembre         | 12:00 p.m.            | Chicago Bears             | -                  | -                  | Lambeau Field              | Fox                | -                  |
| 15                | 14 dicembre        | 3:25 p.m.             | @ Denver Broncos          | -                  | -                  | Empower Field at Mile High | CBS                | -                  |
| 16                | 20 dicembre        | 3:30 p.m. o 7:00 p.m. | @ Chicago Bears           | -                  | -                  | Soldier Field              | Fox                | -                  |
| 17                | 27/28 dicembre     | Da def.               | Baltimore Ravens          | -                  | -                  | Lambeau Field              | Da def.            | -                  |
| 18                | 3/4 gennaio        | Da def.               | @ Minnesota Vikings       | -                  | -                  | U.S. Bank Stadium          | Da def.            | -                  |

Note:
- Gli avversari della propria division sono in grassetto.
- Il simbolo "@" indica una partita giocata in trasferta.
- (M) indica il Monday Night Football, (T) il Thursday Night Football e (S) il Sunday Night Football.
- Dall'undicesimo al diciassettesimo turno si adotta una programmazione flessibile: le partite del Sunday Night Football, del Monday Night Football e del Thursday Night Football sono programmate in via provvisoria e sono eventualmente soggette a modifiche.
- Data e orario della gara del diciottesimo turno saranno stabilite dopo lo svolgimento del diciassettesimo turno.